# Arboga Weckoblad (1839)
Arboga Weckoblad var en dagstidning utgiven en dag i veckan 17 maj 1839 till 26 november 1839. 
Utgivningsbevis för Arboga Weckoblad utfärdades för boktryckaren Pehr Elias Norman den 24 april 1839. Efter tidningens nedläggande flyttade Norman sitt boktryckeri tillbaka till Eskilstuna, där han förut drivit en  tryckerirörelse.
Tidningen trycktes hos P. E. Norman med  antikva som typsnitt. Tidningen kom ut fredagar och hade 4 sidor i kvartoformat 19,4 x 16 cm med 2 spalter. Priset var 1 riksdaler 16 skilling banco.